# Ratoath
Ratoath (in irlandese: Ráth Tó, letteralmente "Il forte ad anello di Tó") è una cittadina nella contea di Meath, in Irlanda.
Il centro della cittadina è all'incrocio delle strade regionali R125 e R155 ed essa è attraversata dal fiume Broad Meadow (in irlandese: "An Gabhair").